# 吳襲
吳襲（？—？），號韋箴，四川成都府内江县人，明朝政治人物。

## 生平
万历十三年（1585年）乙酉科四川鄉試第四十二名舉人，二十九年（1601年）辛丑科進士，官户部主事，分校京闈，丁憂歸。